# Тиранновые
Тиранновые, или тиранновые мухоловки (лат. Tyrannidae) — обширное семейство воробьиных птиц, живущее исключительно в Америке и на прилегающих к ней островах. Тиранновые имеют круглый клюв длиною почти с голову, с крючком и с лёгкими боковыми вырезками на конце надклювья и со щетинками возле ноздрей и краёв рта. Крылья обыкновенно длинны и остры, хвост более или менее длинен. Живут парами по лесным опушкам, в садах и на полях, покрытых кустарником, питаются преимущественно насекомыми. способ их преследования такой же, как у наших мухоловок — поэтому тираннов иногда называют мухоловками Нового Света. В период гнездования нападают на каждую приближающуюся к их гнезду птицу, не исключая и крупных хищников. За преследование других птиц тиранны получили своё название. Гнёзда самой разнообразной формы — от чашевидных до висячих или закрытых. Яиц 2—8, беловатых с бурыми крапинками. Насиживание длится 14—20 дней, а выкармливание птенцов в гнезде — 14—23 дня. Тиранновые являются наиболее крупным семейством в подотряде кричащих воробьиных, в его состав включают 397 видов. Из южноамериканских видов наиболее известна большая питанга, или, как называют её в Бразилии, бентеви. Этот вид широко распространён в северной Бразилии, Гвиане и Тринидаде; ростом с большого дрозда; сверху зеленовато-коричневого цвета, снизу — жёлтого; голова чёрная с жёлтым пятном на затылке, с белым лбом и с белою надбровною полосою; горло белое; маховые и рулевые перья с ржавыми каёмками. Гнёзда на деревьях из моха и листьев, закрытые сверху, с боковым отверстием.

## Список родов
Семейство насчитывает 447 видов, разделенных на 106 родов:
- Acrochordopus Berlepsch & Hellmayr, 1905 — 2 вида
- Agriornis Gould, 1839 — Сорокопутовые тиранны — 5 видов
- Петухохвостые тиранны Alectrurus Vieillot, 1816 — 2 вида
- Синицевые тиранчики Anairetes Reichenbach, 1850 — 6 видов
- Колумбийские мухоеды Aphanotriccus Ridgway, 1905 — 2 вида
- Тростниковые тиранны Arundinicola Orbigny, 1840 — 1 вид
- Светлоглазые тиранчики Atalotriccus Ridgway, 1905 — 1 вид
- Аттилы Attila Lesson, 1831 — 7 видов
- Calyptura Swainson, 1832 — Калиптуры — 1 вид
- Скромные тиранчики Camptostoma P. L. Sclater, 1857 — 2 вида
- Жёлтые тиранчики Capsiempis Cabanis et Heine, 1860 — 1 вид
- Касиорнисы Casiornis Des Murs, 1856 — 2 вида
- Cnemarchus Ridgway, 1905 — 2 вида
- Бурые мухоеды Cnemotriccus Hellmayr, 1927 — 1 вид
- Бурогрудые мухоеды Cnipodectes P. L. Sclater et Salvin, 1873 — 2 вида
- Длиннохвостые тиранны Colonia J. E. Gray, 1828 — 1 вид
- Патагонские тиранчики Colorhamphus Sundevall, 1872 — 1 вид
- Конопы Conopias Cabanis et Heine, 1860 — 4 вида
- Пиви Contopus Cabanis, 1855 — 16 видов
- Муравьиные тиранны, Муравьиные коньки Corythopis Sundevall, 1836 — 2 вида
- Острохвостые тиранчики Culicivora Swainson, 1827 — 1 вид
- Элении Elaenia Sundevall, 1836 — 22 вида
- Эмпидонаксы Empidonax Cabanis, 1855 — 14 видов
- Аргентинские тиранны Empidonomus Cabanis et Heine, 1860 — 1 вид
- Земляные тиранчики Euscarthmus Wied-Neuwied, 1831 — 3 вида
- Водяные тиранны Fluvicola Swainson, 1827 — 3 вида
- Griseotyrannus W. Lanyon, 1984 — 1 вид
- Тиранны-рулехвосты Gubernetes Such, 1825 — 1 вид
- Guyramemua Lopes, Chaves, Mendes de Aquino, Silveira & Santos, FR, 2017 — 1 вид
- Лесные тиранчики Hemitriccus Cabanis et Heine, 1860 — 22 вида
- Heteroxolmis W. Lanyon, 1986 — 1 вид
- Ласточковые мухоеды Hirundinea Orbigny et Lafresnaye, 1837 — 1 вид
- Хименопсы Hymenops Lesson, 1828 — 1 вид
- Инезии Inezia Cherrie, 1909 — 4 вида
- Болотные тиранны Knipolegus Boie, 1826 — 12 видов
- Lathrotriccus W. Lanyon et S. Lanyon, 1986 — 2 вида
- Тиранны-разбойники Legatus P. L. Sclater, 1859 — 1 вид
- Тиранны-инки Leptopogon Cabanis, 1844 — 4 вида
- Рыжеспинные лессонии Lessonia Swainson, 1832 — 2 вида
- Тиранчики-гренадеры Lophotriccus Berlepsch, 1884 — 4 вида
- Коровьи тиранны Machetornis G. R. Gray, 1841 — 1 вид
- Длиннохвостые тиранчики Mecocerculus P. L. Sclater, 1862 — 6 видов
- Лодкоклювы Megarynchus Thunberg, 1824 — 1 вид
- Пестрогрудые тиранчики Mionectes Cabanis, 1844 — 7 видов
- Хохлатые мухоеды Mitrephanes Coues, 1882 — 2 вида
- Короткохвостые тиранны Muscigralla Orbigny et Lafresnaye, 1837 — 1 вид
- Пипровые тиранны Muscipipra Lesson, 1831 — 1 вид
- Земляные тиранны Muscisaxicola Orbigny et Lafresnaye, 1837 — 12 видов
- Желтобрюхие тиранны, Тиранновые мухоловки Myiarchus Cabanis, 1844 — 22 вида
- Пёстрые тиранны Myiodynastes Bonaparte, 1857 — 5 видов
- Гребенчатые тиранчики Myiopagis Salvin et Godman, 1888 — 9 видов
- Курэты Myiophobus Reichenbach, 1850 — 8 видов
- Аруны Myiornis W. Bertoni, 1901 — 4 вида
- Кустарниковые тиранны Myiotheretes Reichenbach, 1850 — 4 вида
- Украшенные мухоеды Myiotriccus Ridgway, 1905 — 1 вид
- Питанги-крошки Myiozetetes P. L. Sclater, 1859 — 4 вида
- Nengetus Swainson, 1827 — 1 вид
- Соловьиные манакины Neopipo P. L. Sclater et Salvin, 1869 — 1 вид
- Белоплечие гевары Neoxolmis Hellmayr, 1927 — 4 вида
- Nephelomyias Ohlson, Fjeldså & Ericson, 2009 — 3 вида
- Кокосовые мухоеды Nesotriccus C. H. Townsend, 1895 — 5 видов
- Чекановые тиранны Ochthoeca Cabanis, 1847 — 9 видов
- Прибрежные бледные тиранны Ochthornis P. L. Sclater, 1888 — 1 вид
- Крючкоклювые мухоеды Oncostoma P. L. Sclater, 1862 — 2 вида
- Тиранны-карлики Ornithion Hartlaub, 1853 — 3 вида
- Бурые мышиные тиранчики Phaeomyias Berlepsch, 1902
- Phelpsia W. Lanyon, 1984 — 1 вид
- Philohydor W. Lanyon, 1984 — 1 вид
- Тиранны-крошки Phyllomyias Cabanis et Heine, 1860 — 9 видов
- Славковые тиранчики Phylloscartes Cabanis et Heine, 1860 — 14 видов
- Piprites Cabanis, 1847 — 3 вида
- Питанги Pitangus Swainson, 1827 — 1 вид
- Ширококлювые мухоеды, Лопатоклювы Platyrinchus Desmarest, 1805 — 7 видов
- Рыжешапочные тиранчики Poecilotriccus Berlepsch, 1884 — 12 видов
- Pogonotriccus Cabanis & Heine, 1860 — 9 видов
- Пестрогорлые тачури, Тачури Polystictus Reichenbach, 1850 — 2 вида
- Pseudelaenia W. Lanyon, 1988 — 1 вид
- Дорадито Pseudocolopteryx Lillo, 1905 — 5 видов
- Каполего Pseudotriccus Taczanowski et Berlepsch, 1885 — 3 вида
- Огненные мухоеды Pyrocephalus Gould, 1838 — 4 вида
- Pyrope Cabanis et Heine, 1860 — 1 вид
- Коричневые мухоеды Pyrrhomyias Cabanis et Heine, 1860 — 1 вид
- Плоскоклювые мухоеды Ramphotrigon G. R. Gray, 1855 — 4 вида
- Тиранны-плоскоклювы Rhynchocyclus Cabanis et Heine, 1860 — 5 видов
- Траурные тиранны Rhytipterna Reichenbach, 1850 — 3 вида
- Золотые сатрапы Satrapa Strickland, 1844 — 1 вид
- Фебы Sayornis Bonaparte, 1854 — 3 вида
- Серпофаги Serpophaga Gould, 1839 — 5 видов
- Silvicultrix W. Lanyon, 1986 — 5 видов
- Сиристы Sirystes Cabanis et Heine, 1860 — 4 вида
- Каландриты Stigmatura P. L. Sclater et Salvin, 1866 — 3 вида
- Кустарниковые тиранчики Sublegatus P. L. Sclater et Salvin, 1868 — 3 вида
- Суирири Suiriri Orbigny, 1840 — 1 вид
- Syrtidicola Chesser, Harvey, Brumfield & Derryberry, 2020 — 1 вид
- Пёстрые тачури, Тростниковые тиранны Tachuris Lafresnaye, 1836 — 1 вид
- Черногрудые тиранны Taeniotriccus Berlepsch et Hartert, 1902 — 1 вид
- Тоди-мухоловы, Мухоловки-тоди Todirostrum Lesson, 1831 — 7 видов
- Оливковые мухоеды Tolmomyias Hellmayr, 1927 — 7 видов
- Тумбезии Tumbezia Chapman, 1925 — 1 вид
- Пальмовые тиранны Tyrannopsis Ridgway, 1905 — 1 вид
- Крошечные тиранны Tyrannulus Vieillot, 1816 — 1 вид
- Tyranniscus Cabanis & Heine, 1859 — 3 вида
- Королевские тиранны Tyrannus Lacepede, 1799 — 13 видов
- Uromyias Hellmayr, 1927 — 2 вида
- Коричневогрудые мухоеды Xenotriccus Dwight et Griscom, 1927 — 2 вида
- Монжиты Xolmis Boie, 1826 — 2 вида
- Карликовые тиранны Zimmerius Traylor, 1977 — 15 видов